# Saint-Bonnet-près-Bort

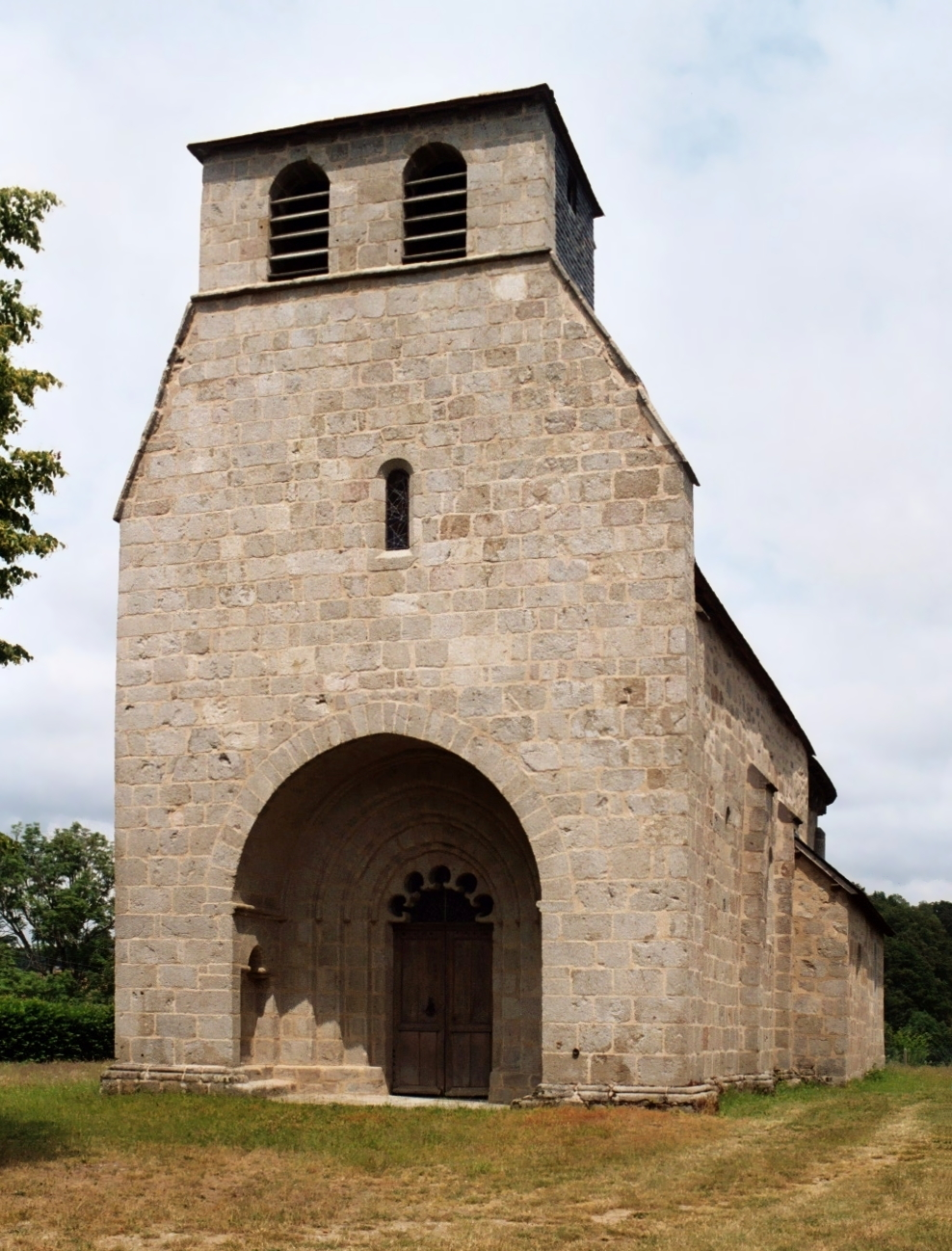
Kościół w Saint-Bonnet-près-Bort, 2006

Saint-Bonnet-près-Bort – miejscowość i gmina we Francji, w regionie Nowa Akwitania, w departamencie Corrèze. Nazwa miejscowości pochodzi od imienia św. Boneta.
Według danych na rok 1990 gminę zamieszkiwało 176 osób, a gęstość zaludnienia wynosiła 10 osób/km² (wśród 747 gmin Limousin Saint-Bonnet-près-Bort plasuje się na 452. miejscu pod względem liczby ludności, natomiast pod względem powierzchni na miejscu 391.).